# 庐州府城隍庙

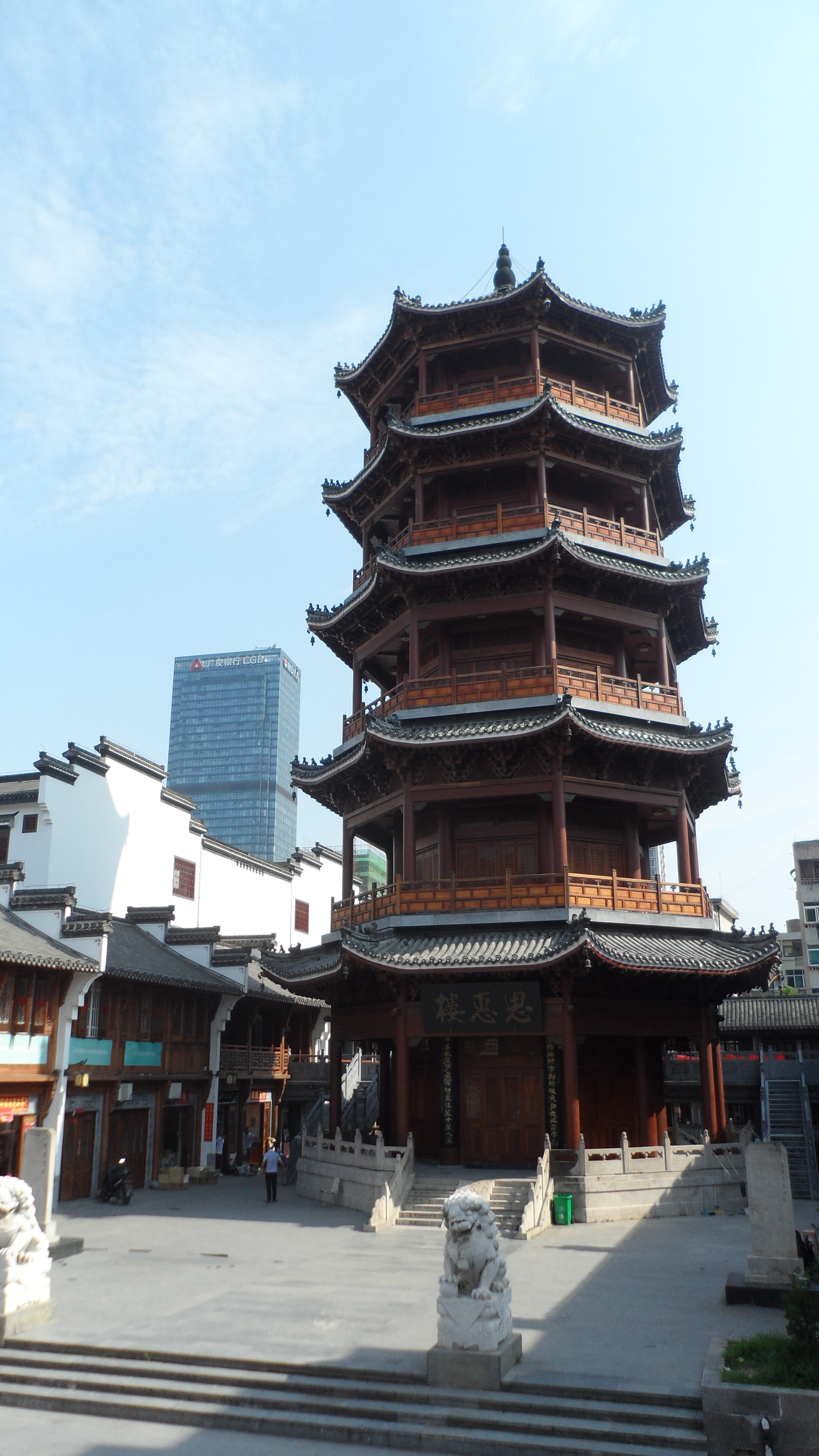
思惠楼

庐州府城隍庙位于中国安徽省合肥市庐阳区霍邱路，今为合肥市文化馆，用做展览及举办文艺演出。
该建筑始建于北宋皇祐三年（1051年），清咸丰四年（1854年）毁于太平天国战火，同治十年（1871年）开始重建，至光绪五年（1879年）完工，20世纪80年代曾进行修复，并以此为中心建市场。建筑中轴线上依次为坐北朝南的山门三间、戏楼五间、大殿三间及坐南朝北的娘娘殿三间，山门、戏楼和大殿两侧均建有耳房，另在大殿前院内建有东西厢房。旧时逢春节与农历七月二十九日城隍寿诞时会举办庙会及酬神戏演出。